# Sébastien Joly
Pour les articles homonymes, voir Joly.
Sébastien Joly, né le 25 juin 1979 à Tournon-sur-Rhône (Ardèche), est un coureur cycliste, entraîneur et directeur sportif français.

## Biographie
En 1995, à l'âge de seize ans, Sébastien Joly intègre le Pôle Espoir de La-Roche-sur-Yon en Vendée et rejoint l'équipe cycliste Vendée U en 1998.
En 1999, il gagne Paris-Roubaix espoirs.
Il passe professionnel en 2000 dans l'équipe Bonjour. 
En 2003, il intègre la formation Jean Delatour avec laquelle il remporte la Route Adélie. Il participe à son premier Tour de France en 2004 avec l'équipe Crédit Agricole.
En 2006, Sébastien Joly rejoint La Française des Jeux. Auteur d'un bon début de saison en 2007, il remporte Paris-Camembert, finit troisième du prologue et douzième du classement général de Paris-Nice, troisième du prologue des Quatre Jours de Dunkerque et huitième du Critérium international de la route. En juin, il est cependant contraint de stopper sa saison en raison de la découverte d'une tumeur. Opéré en juillet, il fait son retour à la compétition en février 2008 au Grand Prix d'ouverture La Marseillaise.
Parallèlement à sa carrière de coureur, il est le parrain du défi "D'un Finistère à l'autre", qui va conduire Xavier Jullien, ancien malade du cancer, à parcourir plus de 12 000 km à vélo couché pendant près d’un an, pour relier la France à la Corée du Sud. Sébastien Joly a tout de suite accroché au projet ayant lui-même guéri d'un cancer. « J'ai immédiatement accroché. Je lui ai proposé de l'aider matériellement puis la Française des Jeux a également décidé de le suivre dans son projet ».
Laissé sans équipe à l'issue de la saison 2011, il décide de mettre fin à sa carrière de coureur.
Après avoir travaillé pour ASO, il rejoint en 2013 la formation Europcar en tant que directeur sportif. Joly s'occupe également de l'entraînement de plusieurs coureurs de l'équipe ainsi que du développement du matériel. Il quitte l'équipe Europcar à la fin de l'année 2013. Devenu entraîneur, il travaille entre autres avec Kévin Réza.
À la fin de 2014 il signe un contrat d’entraîneur avec l'équipe FDJ lui confiant notamment la responsabilité des tests qualité du matériel. En 2018, il devient directeur sportif à part entière de l'équipe, nouvellement nommée Groupama-FDJ. Il quitte cette formation à l'issue de la saison 2023 et rejoint Decathlon-AG2R La Mondiale en 2024. Il s'occupe en particulier du contre-la-montre et du groupe de coureurs dédié aux sprints.

## Palmarès

### Palmarès amateur
- 1997
  - 2e du Trophée Centre Morbihan
- 1998
  - 2e étape du Tour de Seine-et-Marne
- 1999
  - 2e épreuve du Circuit des plages vendéennes
  - 1re étape de la Transversale des As de l'Ain
  - Loire-Atlantique espoirs :
    - Classement général
    - 1re étape

  - Paris-Roubaix espoirs
  - Route de la Bourgogne du Sud
  - 2e du Circuit des plages vendéennes
  - 3e de Jard-Les Herbiers
  - 3e de la Ronde mayennaise

### Palmarès professionnel
- 2000
  - 5e étape du Circuit des Mines
- 2003
  - Route Adélie
- 2005
  - Tour du Limousin :
    - Classement général
    - 1re étape
- 2007
  - Paris-Camembert
- 2009
  - 5e étape du Circuit de Lorraine

## Résultats sur les grands tours

### Tour de France
4 participations
- 2004 : 146e
- 2005 : 106e
- 2006 : abandon (16e étape)
- 2009 : abandon (7e étape)

### Tour d'Espagne
3 participations
- 2005 : abandon (7e étape)
- 2006 : 68e
- 2008 : abandon (17e étape)

## Classements mondiaux
| Année                  | 2007 | 2008 | 2009 | 2010 | 2011 |
| ---------------------- | ---- | ---- | ---- | ---- | ---- |
| Classement ProTour     | 223e |      |      |      |      |
| Calendrier mondial UCI |      |      | 239e |      |      |
| UCI Europe Tour        |      |      |      |      | 339e |